# Hjemmenes Vel
Hjemmenes Vel var en norsk förening för husmödrar (hemmafruar), grundad 1898. Det var den första föreningen för hemmafruar i Europa.